# ARA Nueve de Julio (C-5)
L'incrociatore ARA Nueve de Julio della classe Brooklyn era un incrociatore leggero che l'Argentina acquistò dagli Stati Uniti al termine della seconda guerra mondiale.

## USSBoise

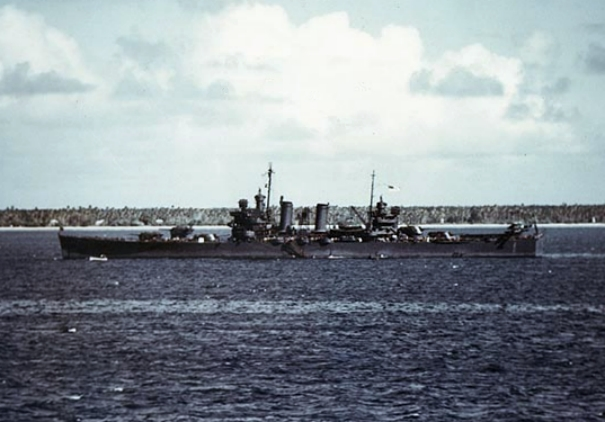
la nave nel 1942

La nave entrò in servizio come USS Boise (CL-47), prima nave da guerra statunitense a portare questo nome dalla città di Boise, capitale dell'Idaho, è stata un incrociatore leggero classe Brooklyn della US Navy. Venne impostata nei cantieri Newport News Shipbuilding di Newport News il 1º aprile 1935, varata il 3 dicembre 1936 ed entrò in servizio il 12 agosto 1938.
Nel corso del secondo conflitto mondiale il Boise operò prima Pacifico prendendo parte alla campagna di Guadalcanal, partecipando alla battaglia di Capo Esperance, in cui il Boise venne danneggiato e costretto al ritorno negli Stati Uniti per le riparazioni necessarie e al rientro in servizio venne inviato nel marzo 1943 nel Mediterraneo, rientrando a novembre negli Stati Uniti per poi essere inviato alla fine dell'anno nuovamente nell'area del Pacifico dove prese parte a numerose azioni, tra cui la battaglia del Golfo di Leyte dell'ottobre 1944 ed ospitando a bordo in due occasioni anche il generale MacArthur
Al termine del secondo conflitto mondiale i Brooklyn furono tutti collocati in riserva, e l'USS Boise seguì la sorte delle unità gemelle, andando in disarmo il 1º luglio 1946.

## ARA Nueve de Julio
La nave venne ceduta alla Armada Argentina nel 1951 in base al Mutual Defense Assistance Program insieme all'unità gemella USS Phoenix e venne ribattezzata ARA Nueve de Julio. Il nome rievoca la data del 9 luglio 1816, giorno della dichiarazione d'indipendenza dell'Argentina dalla Spagna. Le due navi vennero cedute all'Argentina il 9 gennaio 1951 per 7,8 milioni di dollari e il pabellón nacional venne innalzato per la prima volta a bordo dell'unità il successivo 12 aprile. La nave venne riallestita nella base di Filadelfia dove l'equipaggio argentino giunse il 14 giugno. La nave viene incorporata ufficialmente nella Armada il 19 dicembre 1951 a Filadelfia e dopo aver lasciato gli Stati Uniti nel mese di febbraio e uno scalo a Trinidad raggiunse la sua base operativa di Puerto Belgrano il 5 aprile 1952.
Nel settembre 1955 l'equipaggio della nave prese parte alla Revolución Libertadora con cui le Forze armate argentine destituirono il presidente Perón.
La nave, il 13 marzo 1956, nel corso di un'esercitazione ebbe una collisione con l'unità gemella General Belgrano e le due unità furono costrette ad entrare in bacino per le necessarie riparazioni, che vennero effettuate in tempi da record. Dopo il rientro in squadra si recarono in visita a Punta Arenas in Cile.
La nave effettuò la sua ultima navigazione tra il 19 e il 24 maggio 1971 di rientro da Puerto Madryn, nella provincia di Chubut, alla Base Navale di Puerto Belgrano dove rimase ormeggiata fino alla radiazione, avvenuta il 31 ottobre 1977.
Il 28 giugno 1981 la nave venne venduta ad una ditta che, dopo avere espresso al momento dell'acquisto l'intenzione di farne un museo navale a Brownsville, la inviò ad un cantiere di demolizione giapponese.